# Thoracella ledi
Thoracella ledi är en svampart som beskrevs av Oudem. 1901. Thoracella ledi ingår i släktet Thoracella, divisionen sporsäcksvampar och riket svampar.   Inga underarter finns listade i Catalogue of Life.